# Заречье (Бережковское сельское поселение)
Заречье — деревня в Бережковском сельском поселении Волховского района Ленинградской области.

## История
Деревня Заречье упоминается на карте Санкт-Петербургской губернии А. М. Вильбрехта 1792 года.
На карте Санкт-Петербургской губернии Ф. Ф. Шуберта 1834 года обозначена деревня Заречье, состоящая из 62 крестьянских дворов.

ЗАРЕЧЬЕ — деревня принадлежит Казённому ведомству, число жителей по ревизии: 133 м. п., 147 ж. п. (1838 год)

Деревня Заречье из 60 дворов отмечена на карте Ф. Ф. Шуберта 1844 года.

ЗАРЕЧЬЕ — деревня Ведомства государственного имущества, по просёлочной дороге, число дворов — 69, число душ — 154 м. п. (1856 год)

ЗАРЕЧЬЕ — село казённое при реке Сестре, число дворов — 60, число жителей: 181 м. п., 170 ж. п.; Церковь православная. Волостное правление. (1862 год)

Сборник Центрального статистического комитета описывал его так:

ЗАРЕЧЬЕ — село бывшее государственное при реке Сестре, дворов — 65, жителей — 365; Церковь православная, 2 лавки, ярмарка с 21 по 23 ноября. (1885 год)

В конце XIX века село административно относилось к Городищенской волости 2-го стана Новоладожского уезда Санкт-Петербургской губернии, в начале XX века — 1-го стана.
По данным «Памятной книжки Санкт-Петербургской губернии» за 1905 год село Заречье вместе с деревнями Моисеево, Никитино и Никифорово входило в Заречское сельское общество, ярмарка в селе проходила с 21 по 23 ноября.
Согласно военно-топографической карте Петроградской и Новгородской губерний издания 1915 года село Заречье на реке Сестра, окружали болота: Горбуха, Большая Чёрная Кель, Солонецкое и Брусово.
С 1917 по 1918 год деревня входила в состав Городищенской волости.
С 1918 по 1923 год деревня Заречье входила в состав Заречского сельсовета Захожской волости Новоладожского уезда.
С 1923 года в составе Пролетарской волости Волховского уезда.
Согласно данным переписи населения СССР 1926 года в селе Заречье проживали 626 человек — все русские.
С 1927 года в составе Волховского района.
В 1928 году население деревни Заречье также составляло 626 человек.
По данным 1933 года село Заречье являлось административным центром Зареченского сельсовета Волховского района, в который входили 5 населённых пунктов, деревни Моисеево, Никитино, Черноручье, и сёла Заднево и Заречье, общей численностью населения 1852 человека.
По данным 1936 года в состав Зареченского сельсовета входили 6 населённых пунктов, 312 хозяйств и 6 колхозов.

План деревни Заречье. 1941 год

Согласно топографической карте РККА 1941 года деревня насчитывала 101 двор. В деревне находились почта, школа и сельсовет.
С 1960 года в составе Прусыногорского сельсовета.
В 1961 году население деревни Заречье составляло 131 человек.
По данным 1966, 1973 и 1990 годов деревня Заречье также входила в состав Прусыногорского сельсовета.
В 1997 году в деревне Заречье Бережковской волости проживали 11 человек, в 2002 году — также 11 человек (русские — 91 %).
В 2007 году в деревне Заречье Бережковского СП — 52 человека.

## География
Деревня расположена в южной части района на автодороге 41К-373 (Бережки — Заднево), в месте примыкания её к автодороге 41К-022 (Кириши — Городище — Волхов).
Расстояние до административного центра поселения — 12 км.
Расстояние до ближайшей железнодорожной станции Гостинополье — 24 км.
Деревня находится на реке Сестра в месте впадения в неё Никитина ручья.

## Демография
| 1838 | 1862 | 1885 | 1997 | 2002 | 2007 | 2010 |
| ---- | ---- | ---- | ---- | ---- | ---- | ---- |
| 280  | ↗351 | ↗365 | ↘11  | →11  | ↗52  | ↘42  |
| 2017 |      |      |      |      |      |      |
| ↗65  |      |      |      |      |      |      |

### Национальный состав
Согласно данным Всероссийской переписи населения 2021 года в деревне проживали 13 человек, из них:
 русские — 12, другие национальности — 1 человек.